# Selena Gomez & the Scene
Selena Gomez & the Scene — американський поп-рок-гурт, що виконує пісні англійською та іспанською мовами. Гурт був утворений у 2008 році в Голлівуді (штат Каліфорнія, США). Поряд з вокалісткою і засновницею гурту, Селеною Гомес, гурт також складається з гітариста Етана Робертса, бас-гітариста Джої Клемента, ударника Грега Германа і клавішника Дена Форреста. За даними Nielsen SoundScan, до грудня 2012 року, гурт продав більш як 14,3 мільйона цифрових копій дискографії тільки в США, і понад 8,2 мільйона записів в усьому світі.

## Історія

### Освіта та альбомKiss & Tell(2008—2010)
В інтерв'ю з Джоселін Відень для MTV в серпні 2008 року Селена Гомес сказала про свою музичну кар'єру:
«Я збираюся бути в гурті. Я не збираюся бути сольним артистом. Я не хочу, щоб моє ім'я пов'язували з цим. Я буду співати…»
 Гомес пізніше оголосила через Twitter, що гурт буде називатися The Scene, а пізніше була придумана інша назва — Selena Gomez & The Scene через складнощі з лейблом Hollywood Records. У зв'язку з цим, гурт іноді помилково називається просто «Selena Gomez».
Гурт випустив свій дебютний альбом, «Kiss & Tell», 29 вересня 2009 року. Альбом дебютував на позиції 9 американської версії чарту Billboard 200 з продажами 66 тис. копій в перший тиждень. Гомес сказала в декількох інтерв'ю (у тому числі в одному з «Z100 New York»), що гурт був сформований після довгого виснажливого процесу прослуховування. Вона сказала, що це того варте, адже у неї є великий гурт. Однак, через небагато часу після вступу в гурт клавішник Нік Фоксер покинув проєкт з невідомим публічно причин і його замінив Ден Форрест.
Гомес працювала над альбомом спільно з різними авторами та продюсерами, в тому числі з Джиной Шок з «The Go-Go's». З музичної точки зору альбом є поєднанням різних стилів, помітні елементи рок-музики та танцювальної музики. 5 березня 2010 року альбом був оголошений золотим асоціацією RIAA за продаж 500 тис. копій в США.
Гомес підтвердила, що вона виступила співавтором однієї з пісень на альбомі, яка називається «I won't Apologize». Сингл «Falling Down» вийшов 21 серпня 2009 року. Музичне відео було представлено після світової прем'єри фільму з участю Гомес «Чарівники з Вейверлі Плейс в кіно» 28 серпня 2009 року. Він досяг 82 позиції в Billboard Hot 100 в США і позиції 69 в Canadian Hot 100 в Канаді. Другий сингл з альбому, «Naturally», вийшов 11 грудня 2009 року разом з музичним відео, доступним для цифрового завантаження. Музичне відео було знято 14 листопада 2009 року і прем'єра відбулася на «Disney Channel» після прем'єри «Фінеас і Ферб: Зимові канікули» 11 грудня 2009 року. Сингл дебютував з позиції 39 і пізніше досяг позиції 29 в Billboard Hot 100 і досяг позиції 18 в Canadian Hot 100. На цю мить це найбільший хіт гурту і перший хіт, який потрапив в Top 40. Крім того, це перший сингл, який потрапив на першу позицію в «Billboard Hot Dance/Club Songs». «Naturally» отримала свою вищу позицію в Угорщині, де пісня досягла 4 позиції в регіональних чартах, ставши першим в історії гурту Top Five хітом. 15 липня 2010 року сингл був названий платиновим, асоціацією RIAA за продаж 1 млн копій в США.
Гурт вирушив у тур «Selena Gomez & the Scene: Live in Concert» в підтримку альбому. Селена Гомес і інші учасники гурту брали участь в різних телевізійних програмах, таких як «Dancing with the Stars» (9 сезон), «The Ellen DeGeneres Show», «Late Night with Jimmy Fallon», «Dick Clark's New Year's Rockin' Eve with Ryan Seacrest» та інших. Selena Gomez & the Scene разом з Джастіном Бібером виступали на Houston Livestock Show and Rodeo 2010 року, також гурт спільно з Бібером була хедлайнерами на «Popcon».
Крім того, Selena Gomez & the Scene брали участь у збірці All Wrapped Up Vol. 2. Міні-альбом містив кавер-версію пісні «Winter Wonderland», виконану гуртом, та інші різдвяні кавер-версії різних артистів. Сингл «Falling Down» був представлений на «Radio Disney Jams, Vol. 12», також як і пісні інших виконавців. Цей збірник офіційно вийшов 30 березня 2010 року.

### A Year Without Rain (2010—2011)
Другий студійний альбом гурту A Year Without Rain вийшов 17 вересня 2010 року. Він дебютував в «Billboard 200» на 4-й позиції з продажами трохи менше, ніж 66 тис. копій, побивши результат Kiss & Tell. Другий альбом також залишився поєднанням в себе таких жанрів, як dance-pop і електронна музика, як хіт гурту Naturally.
Гомес заявила в інтерв'ю «Z100 New York», що незабаром буде випущено кілька пісень, які не увійшли в перший альбом, і інші учасники гурту будуть залучені до виконання цих пісень.
Бас-гітарист Джої Клемент спільно з Селеною Гомес виступив співавтором пісні «Spotlight». Перший сингл з альбому, «Round & Round», вийшов 18 червня 2010 року. Музичне відео, зняте в Будапешті, було представлено двома днями пізніше. Сингл вийшов 22 червня 2010 року. Він стартував з 24-ї позиції в «billboard's Hot 100» і з 76-ї позиції в «Canadian Hot 100». Крім того, він дебютував на 15-му місці в «billboard's Digital Songs chart» і на 47-му місці у Великій Британії. Другий сингл з альбому, «A Year Without Rain», був представлений 7 вересня 2010 року. Музичне відео було вперше показано 3 вересня 2010 року, відразу після світової прем'єри фільму «Рок в літньому таборі 2: Звітний концерт». Гурт виступив з піснею «Round & Round» у телепрограмах «america's Got Talent», «Blue Peter», «Daybreak» і в програмі каналу MTV «The Seven». Пісні «Round & Round» і «A Year Without Rain» були виконані в програмі «Good Morning America». Крім того, гурт виконав пісню «A Year Without Rain» в «The Ellen DeGeneres Show» і «Lopez Tonight». 27 жовтня гурт виступив на благодійному акустичному концерті ЮНІСЕФ. У грудні того ж року вони взяли участь у турі «Jingle Ball».
13 липня вийшов сингл «Live Like there's No Tomorrow» до фільму «Рамона і Бізус». Ця пісня також є частиною альбому A Year Without Rain.
У 2011 році гурт вирушив у тур «A Year Without Rain». У цьому ж році Selena Gomez & the Scene виступила та отримала приз «Favorite Breakout Artist» на «People's Choice Awards», обійшовши Джастіна Бібера і Кешу.
У січні 2011 року альбом A Year Without Rain було оголошено золотим асоціацією RIAA за продаж більш ніж 500 тис. копій, ставши другим золотим в історії гурту.
У червні 2011 року вийшла пісня «Love you like a love song», а в листопаді 2011 року — «Hit The Lights».
Нещодавно[коли?] гурт оголосив про паузу в музичній кар'єрі.

### 2013: Четвертий студійний альбом
Після перерви минулого року, Райан Сікрест підтвердив, що новий альбом гурту вийде в березні 2013 року., однак 6 квітня відбувся реліз нового синглу «Come & Get It», який став першим синглом з першого сольного альбому Селени Гомес.

## Склад гурту

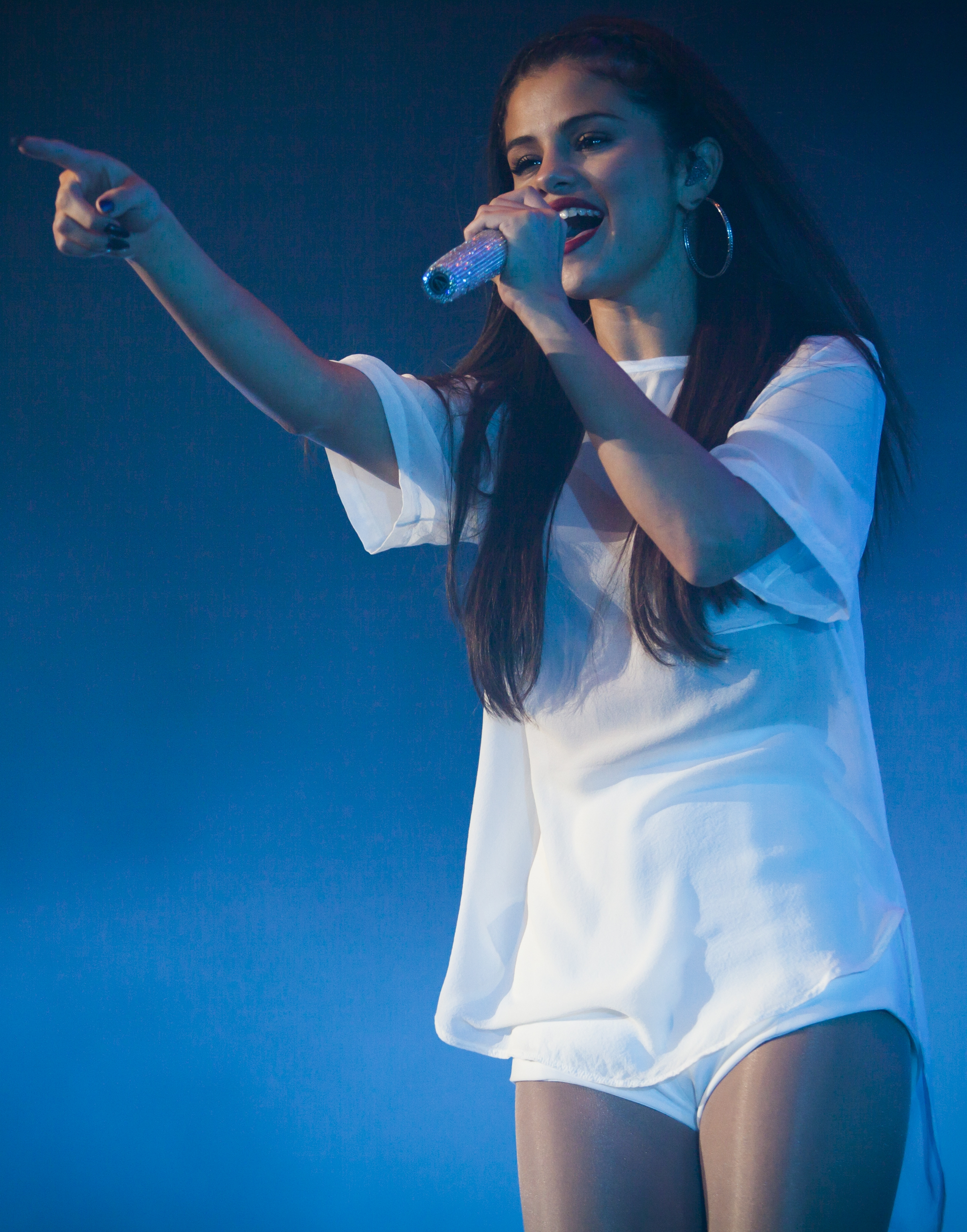
Лідер групи — Селена Гомес

- Селена Гомес — вокал (2009 — наст. час)
- Дрю Тобенфельд — гітара (2012 — наст. час)
- Джої Клеман — бас-гітара, бек-вокал (2009 — наст. час)
- Ден Форрест — клавішні, бек-вокал (2009 — наст. час)
- Грег Герман — барабани, бек-вокал (2009 — наст. час)

- Нік Фоксер — клавішні, бек-вокал (2009)
- Етан Робертс — гітара, бек-вокал (2009 — 2012)

- Ліндсей Харпер — бек-вокал (2010 — наст. час)
- Кейтлін Клампетт — бек-вокал (2011 — наст. час)
- Ешлі Хейни — бек-вокал (2011)
- Крістіна Гріммі — бек-вокал (2010)

## Дискографія
- Kiss & Tell (2009)
- A Year Without Rain (2010)
- When the Sun Goes Down (2011)

## Тури
- 2009—2010: Selena Gomez & the Scene: Live in Concert
- 2011: A Year Without Rain Tour
- 2011—2012: We Own the Night